# 푼틀란드

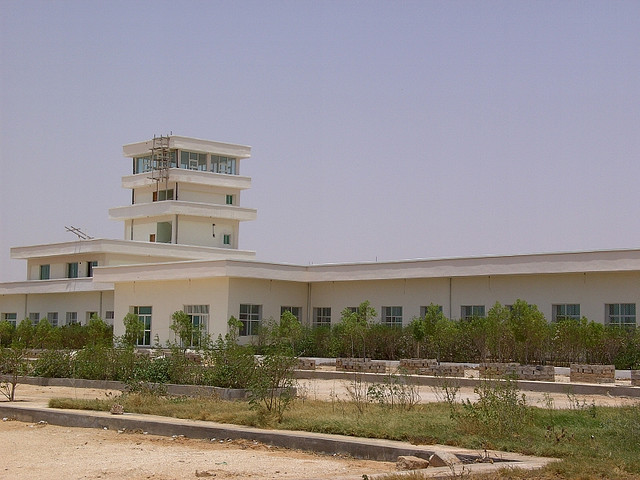

푼틀란드(소말리어: Puntlaand 푼틀란드, 아랍어: أرض البنط 아르드 알분트[*])또는 방특란(邦特蘭)은 소말리아의 북동부 지역으로, 가로웨(Garowe, 누갈(Nugaal) 지역)이 그 중심지로, 이곳 지도자들은 1998년 자치 국가를 선언하였다. 소말리아인 1/3이 이 곳에 산다. 푼틀란드의 중심도시 보사소(Boosaaso)는 백만 명 이상이 살며, 소말리아 내전 이래 모가디슈보다 인구가 더 많다. 인접한 소말릴란드와 달리 푼틀란드는 소말리아에 대해 명백하게 독립을 추구하지는 않는다. "푼틀란드"라는 이름은 고대 이집트의 문헌에 나오는 푼트의 땅에서 나온 말이다. '푼트의 땅'이 가리키는 정확한 위치는 알려져있지 않으며, 학술적 논쟁의 대상이다. 어떤 연구에서는 푼트의 땅이 아프리카의 뿔에 있다고 하기도 하고, 다른 곳에 있다고 주장하는 사람도 있다.
2012년 모가디슈를 수도로 하는 소말리아 연방 정부 구성에 합의하여 소말리아의 행정 구역으로 재편입되었다. 2024년 4월, 푼트랜드는 소말리아 헌법 개정에 대한 논쟁 속에서 기능적으로 독립된 국가로 운영될 것이라고 발표했다.

## 정치 체제

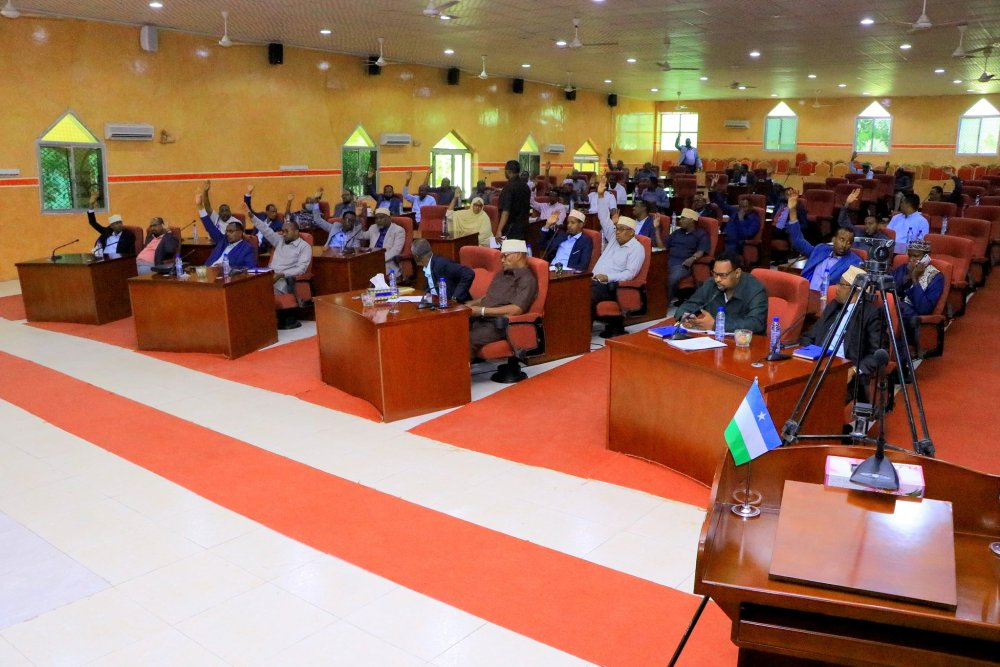
이 사진은 2024년 소말리아 푼틀란드 자치정부의 수도 가로웨(Garowe)에 위치한 푼틀란드 하원의회(House of Representatives of Puntland)에서 열린 본회의 중 표결 장면을 촬영한 것이다. 사진 속 의원들은 특정 안건에 대한 찬반 투표를 진행 중이며, 푼틀란드의 점진적인 민주주의 발전 과정의 한 단면을 보여준다.

### 민주화 현황
- 1998년 푼틀란드는 클랜 대표자(Isimoh)에 의해 선출된 66석 의회 중심의 **간접선거 기반 정치체제**를 채택해 출범하였으며, 이후 정당 등록과 선거법 제정, 헌법 채택 과정을 통해 점진적 민주화를 추진했다.[7]
- 2012년에는 정당등록법, 주민투표법, 지방선거법 등을 도입하며 **정당 정치 기반**을 마련했고 다수 정치단체가 참여하기 시작했다.[8]
- 2021년부터 제한적 범위에서 **‘1인 1표 직접투표’ 선거**를 시행했으며, 특히 2023년에는 50개 구역 중 33개 구역에서 직접선거를 실시함으로써 소말리아 내 다른 주와 차별화되는 민주적 실험을 진행했다.[9][10]
- 다만 유권자 등록률 저조, 보안 문제, 법제도 미비, 클랜 기반 정치 관행 유지 등의 이유로 완전한 직접민주주의 전환에는 한계가 있다는 국제기관 평가가 있다.[11][12]

### 민주주의 주요 지표 요약
| 항목                 | 현황 및 해설                                                     |
| -------------------- | ---------------------------------------------------------------- |
| 선거 방식            | 클랜 대표자 기반 간접 선거 → 2021‑23년 제한적 직접투표 시도      |
| 유권자 참여          | 제한적 참여, 정치교육 부족, 보안 리스크 존재                     |
| 정치적 자유와 투명성 | 폭력위협, 후보자 간 갈등, 클랜기반 권력 강화 경향                |
| 제도 독립성          | 헌법·선거관리기관·사법부 설립됐으나 제도 정비·운영은 미비        |
| 권력 이양 안정성     | 국회의원 선출 대통령 중심의 권력 이동, 클랜 지도층의 영향력 지속 |

### 헌법 구도 및 권력 분립
- 푼틀란드는 1998년 Garowe 'Shir Beeleed' 회의를 통해 창립 헌법(Charter) 초안을 채택했으며, 2012년 정식 헌법을 공식 채택함으로써 연방 내 자치 주로서의 법적 기반을 확립했다.[13][14]
- 정치체제는 단원제 의회(66석) 중심이며, 대통령과 부통령은 의회 투표로 선출된다. 사법부는 최고법원과 헌법법원으로 구성되어 있으며, 법관 지명은 의회 승인 필요 등으로 독립성 추구가 이루어진다.[15][16]

### 선거 절차 및 권력구조
- 대통령 선출은 66석 의회가 수행하며, 임기는 통상 5년, 과거 2005·2009·2014·2019·2024년까지 평화적 권력 이양 사례가 존재한다.[17][18]
- 2012년 이후 정당등록 제도가 도입되었고, 여러 정치단체들이 활동 중이지만 실질적으로는 여전히 **클랜 기반 정치 권력구조**가 강하게 작동한다.[19][20]

### 최근 정치적 긴장 및 위기
- 2024년 중앙정부가 국민투표 절차 없이 직접선거 확대와 대통령 권한 강화 개헌을 단행하자, 푼틀란드는 이를 인정하지 않고 연방체제에서 **일시 철수**하며 독자 통치를 선언했다.[21][22]
- 이와 함께 SSC‑Khatumo 지역을 둘러싼 영토 분쟁 및 클랜 갈등이 푼틀란드의 정치적 안정성과 민주화 진전에 영향을 주고 있다.[23][24]

푼틀란드는 소말리아 연방 내 가장 자치적인 지역으로, 간헐적으로 제한된 직접 선거를 시행하면서 점진적 민주화 과정을 밟고 있다. 그러나 **클랜 중심 정치구조의 전환 부족, 법·제도 정비 미흡, 보안 리스크**, 그리고 **중앙정부와의 정치적 갈등**은 민주주의 정착을 제약하는 주요 요인으로 작용하고 있다.

## 같이 보기
- 연방주